# Mallièvre
Mallièvre település Franciaországban, Vendée megyében. Lakosainak száma 240 fő (2022. január 1.). Mallièvre Treize-Vents és Les Epesses községekkel határos.

## Népesség
A település népességének változása:
| Lakosok száma | 253  | 258  | 265  | 252  | 247  | 243  | 242  | 241  | 240  |
|               | 2013 | 2015 | 2016 | 2017 | 2018 | 2019 | 2020 | 2021 | 2022 |